# Camarasauridae
Die Camarasauridae sind eine Familie der sauropoden Dinosaurier. Ihre Gültigkeit ist umstritten, weshalb dieser Name von vielen Forschern nicht mehr verwendet wird. Die einzige Gattung, die sicher dieser Familie zugeordnet werden kann, ist der namensgebende Camarasaurus. Einige andere Gattungen, darunter Opisthocoelicaudia und Euhelopus, wurden zwar früher der Camarasauridae zugeschrieben, gelten heute jedoch als Vertreter anderer, nur entfernt verwandter Gruppen.

## Definition, Gültigkeit und Gattungen
Bislang existiert keine Definition dieses Taxons. Paul Sereno betrachtet die Camarasauridae als identisch mit Camarasaurus und somit als obsolet, da er Camarasaurus als einzigen gültigen Vertreter der Gruppe betrachtet.
Upchurch (1998) schrieb der Camarasauridae die Gattung Aragosaurus zu, was von späteren Autoren jedoch verworfen wird; so klassifizieren Upchurch und Kollegen (2004) Aragosaurus lediglich innerhalb der Großgruppe der Eusauropoden.
Upchurch und Kollegen (2004) führen die Camarasauridae dennoch als gültige Gruppe und ordnen ihr neben Camarasaurus die Gattung Haplocanthosaurus zu. Die Verwandtschaftsbeziehungen von Haplocanthosaurus sind jedoch stark umstritten – diskutiert werden Einordnungen als Diplodocidae und als ursprünglicher Macronaria.
Ursprünglich wurden Opisthocoelicaudia und Euhelopus ebenfalls der Camarasauridae zugeordnet – während Euhelopus meist als Vertreter der Titanosauriformes betrachtet wird, gilt Opisthocoelicaudia als ein fortgeschrittener Vertreter der Titanosauria.

## Funde
Im Jahre 1999 wurden in einem aufgelassenen Steinbruch beim Nettelstedter Bergsee bzw. in dessen Abraum, der den See umgibt, drei Fossilien von einst in das Meer eingeschwemmten toten Camarasauriern gefunden, seinerzeit der bedeutendste Fund dieser Art in Deutschland.